# Новоіванівка (Лозівський район)
Новоіва́нівка — село в Україні, у Близнюківській селищній громаді Лозівського району Харківської області. Населення становить 60 осіб. До 2020 орган місцевого самоврядування — Башилівська сільська рада.

## Географія
Село Новоіванівка знаходиться на правому березі річки Самара, на протилежному березі знаходяться села Башилівка і Лугове. Від річки село відділяє кілометрова смуга озер, боліт, заплавних луків.

## Історія
1921 — дата заснування.
1942—1943 рр. на території Новоіванівки відбувались запеклі бої за звільнення села. Остаточно село звільнили у вересні 1943 року. У братській могилі поховано 78 радянських воїнів. Відомі прізвища 6 воїнів.
12 червня 2020 року, відповідно до Розпорядження Кабінету Міністрів України № 725-р «Про визначення адміністративних центрів та затвердження територій територіальних громад Харківської області», увійшло до складу Близнюківської селищної громади.
19 липня 2020 року, в результаті адміністративно-територіальної реформи та ліквідації Близнюківського району, увійшло до складу Лозівського району Харківської області.

## Економіка
- В селі  була молочно-товарна ферма.

## Культура
- Клуб зруйнований

## Люди
В селі народився Новиков Лев Володимирович (1925—2014) — український радянський архітектор, лауреат Шевченківської премії.